# Kitchen Nightmares
Kitchen Nightmares är amerikansk TV-serie, baserad på den brittiska förlagan Elake kocken (Ramsay's Kitchen Nightmares), där Gordon Ramsay hjälper misslyckade restauranger på ett brutalt ärligt sätt. Serien hade premiär 19 september 2007 och senaste säsongen sändes 2014. Serien började sändas igen 2023.